# Liste niederländischsprachiger Schriftsteller

## A
- Bertus Aafjes (1914–1993)
- Clark Accord (1961–2011) in Surinam, Romanschriftsteller
- Gerrit Achterberg (1905–1962), Dichter
- René Appel (* 1945), Romanautor, Krimiautor

## B
- Eddy C. Bertin (1944–2018)
- Philipp Blommaert (1809–1871)
- Louis Paul Boon (1912–1979)
- Diane Broeckhoven (* 1946)
- Cyriel Buysse (1859–1932)

## C
- Remco Campert (1929–2022), Romanautor und Dichter
- Dietrich Coelde (1435–1515), Schriftsteller
- Louis Couperus (1863–1923), Schriftsteller

## D
- Anjet Daanje (* 1965)
- Hubrecht Duijker (* 1942)

## E
- Willem Elsschot (Pseudonym von Alfons Jozef de Ridder) (1882–1960)

## G
- Jef Geeraerts (1930–2015)
- Guido Gezelle (1830–1899)
- Geert Groote (1340–1384), Autor religiöser Schriften und Theologe

## H
- Hella Haasse (1918–2011), Romanautorin
- Jan de Hartog (1914–2002), Romanautor
- A. F. Th. van der Heijden (* 1951)
- Willem Frederik Hermans (1921–1995), Romanautor
- Xaviera Hollander (* 1943), Schriftstellerin
- Pieter Corneliszoon Hooft (1581–1647), Dramatiker und Dichter
- Constantijn Huygens (1596–1687), Dichter und Dramatiker

## J
- Arnold Jansen op de Haar (* 1962), Dichter & Kolumnist

## K
- Frederik H. Kreuger (1928–2015), Autor von Fachbüchern, Kriminalromanen und einer Biographie des Malers und Kunstfälschers Han van Meegeren.

## L
- Tessa de Loo (* 1946), Romanautorin
- Paul van Loon (* 1955), Kinderbuchautor
- Lucebert (1924–1994), Lyriker

## M
- Jan van Mersbergen (* 1971)
- Ivo Michiels (1923–2012)
- Margriet de Moor (* 1941)
- Harry Mulisch (1927–2010), Romanautor
- Multatuli (Eduard Douwes Dekker) (1820–1887), Romanautor

## N
- Cees Nooteboom (* 1933), Romanautor

## O
- Johannes d’Outrein (1662–1722)

## P
- Koen Peeters (* 1959)
- Leo Pleysier (* 1945)
- Anne Provoost (* 1964)

## R
- Gerard Reve (1923–2006), Romanautor

## S
- Jakob van Schevichaven (1866–1935)
- Michiel de Swaen (1654–1707)

## T
- Maarten ’t Hart (* 1944), Romanautor

## V
- Simon Vinkenoog (1928–2009), Schriftsteller und Dichter
- Joost van den Vondel (1587–1679), Dichter, Dramatiker

## W
- Leon de Winter (* 1954)